# Максиміліан Отте
Максиміліан Отте (нім. Maximilian Otte; 3 вересня 1910 — 20 травня 1944) — німецький льотчик-ас штурмової авіації, доктор права, гауптман люфтваффе. Кавалер Лицарського хреста Залізного хреста з дубовим листям.

## Біографія
Син керівного чиновника. Вивчав юриспруденцію в Мюнхенському університеті. В 1935 році призваний на службу у ВМФ, але наприкінці року переведений в люфтваффе. Служив у винищувальній авіації, потім переведений в штурмову. Учасник Балканської кампанії та Німецько-радянської війни, літав у складі 9-ї ескадрильї 2-ї ескадри пікіруючих бомбардувальників. До липня 1943 року на його рахунку були 700 бойових вильотів. В липні 1943 року призначений командиром 9-ї ескадрильї своєї ескадри, яка діяла в районі Харкова. Літак Отте був збитий під час атаки залізничної станції Кошниця, весь екіпаж загинув.
Всього за час бойових дій здійснив 1179 бойових вильотів.
- Нагрудний знак пілота
- Медаль «За вислугу років у Вермахті» 4-го класу (4 роки)
- Медаль «У пам'ять 1 жовтня 1938» із застібкою «Празький град»
- Залізний хрест
  - 2-го класу (8 червня 1940)
  - 1-го класу (5 травня 1941)
- Почесний Кубок Люфтваффе (5 січня 1942)
- Німецький хрест в золоті (4 лютого 1942)
- Лицарський хрест Залізного хреста з дубовим листям
  - лицарський хрест (5 квітня 1942) — за 300 бойових вильотів.
  - дубове листя (№433; 24 березня 1944) — за 1000 бойових вильотів.
- Комбінований Знак Пілот-Спостерігач
- Нагрудний знак військового пілота (Болгарія)
- Нагрудний знак «За поранення»
  - в чорному (1942)
  - в сріблі (1943)
- Авіаційна планка бомбардувальника в золоті з підвіскою «1100»